# 穀田恵二
穀田 恵二（こくた けいじ　1947年1月11日 - ）は、日本の政治家。

## 来歴
1947年1月11日、岩手県水沢市（現・奥州市）に生まれる。1965年3月、岩手県立盛岡第一高等学校を卒業。1969年3月、立命館大学文学部人文学科日本文学専攻を卒業。同年4月、学校法人立命館に入職。1972年、日本共産党北地区委員会に入職。
1987年4月、京都市議会議員選挙で北区選挙区から日本共産党公認で出馬し、初当選。
1993年7月18日、第40回衆議院議員総選挙で旧京都1区から出馬し、初当選。
1996年10月25日、第41回衆議院議員総選挙で京都1区から出馬し、伊吹文明に2600票差で惜敗するも比例近畿ブロックで比例復活し、2選。
2000年6月25日、第42回衆議院議員総選挙から京都1区から出馬し、比例近畿ブロックで比例復活し、3選。
2003年11月9日、第43回衆議院議員総選挙で京都1区から出馬し、比例近畿ブロックで比例復活し、4選。
2005年9月11日、第44回衆議院議員総選挙で京都1区から出馬し、比例近畿ブロックで比例復活し、5選。
2009年8月30日、第45回衆議院議員総選挙で京都1区から出馬し、比例近畿ブロックで比例復活し、6選。なお、この総選挙でそれまで4回連続で比例復活していた民主党の川内博史が小選挙区で初当選したため、5回連続で比例復活した議員は穀田のみとなった。
2012年12月16日、第46回衆議院議員総選挙で京都1区から出馬し、比例近畿ブロックで比例復活し、7選。
2014年12月14日、第47回衆議院議員総選挙で京都1区から出馬し、比例近畿ブロックで比例復活し、8選。
2017年10月22日、第48回衆議院議員総選挙で京都1区から出馬し、比例近畿ブロックで比例復活し、9選。
2021年10月31日、第49回衆議院議員総選挙で京都1区から出馬し、比例近畿ブロックで比例復活し、10選。2023年6月23日、次期衆議院総選挙に出馬せず、政界を引退することを発表。2024年の第50回衆議院議員総選挙には出馬せず政界を引退。
2025年1月9日、第22回党大会以来務めてきた党の常任幹部会委員を退任し、幹部会委員に就任。

## 政策・主張

### 憲法
- 憲法改正について、2017年のアンケートで「反対」と回答[4]。2021年のアンケートでは「どちらとも言えない」と回答[5]。
- 憲法9条への自衛隊の明記について、2021年のアンケートで「反対」と回答[6]。
- 憲法を改正し緊急事態条項を設けることについて、2021年の毎日新聞社のアンケートで「反対」と回答[7]。

### 外交・安全保障
- 安全保障関連法の成立について、2017年のアンケートで「評価しない」と回答[4]。
- 集団的自衛権の行使について、2014年の毎日新聞社のアンケートで「反対」と回答[8]。
- 日本による過去の植民地支配と侵略を認めて謝罪した「村山談話」の見直し論議について、2014年の毎日新聞社のアンケートで「見直すべきでない」と回答[8]。
- 従軍慰安婦に対する旧日本軍の関与を認めた「河野談話」の見直し論議について、2014年の毎日新聞社のアンケートで「見直すべきでない」と回答[8]。
- 徴用工訴訟などの歴史問題をめぐる日韓の関係悪化についてどう考えるかとの問いに対し、2021年の毎日新聞社のアンケートで「より柔軟な態度で臨む」と回答[7]。

### ジェンダー
- 選択的夫婦別姓制度の導入について、2014年、2017年、2021年のアンケートで「賛成」と回答[9][4][5]。
- 選択的夫婦別姓制度の導入について、「女性が一人の人間として、人格と個性が認められる社会、そのことを妨げる障害をとり除くことが大切であり、そのひとつが夫婦別姓を含む民法改正だと思います」と述べている[10]。
- 同性婚を可能とする法改正について、2021年のアンケートで「賛成」と回答[6]。
- 「LGBTなど性的少数者をめぐる理解増進法案を早期に成立させるべきか」との問題提起に対し、2021年のアンケートで「賛成」と回答[5]。
- クオータ制の導入について、2021年のアンケートで「賛成」と回答[6]。

### その他
- アベノミクスについて、2017年のアンケートで「評価しない」と回答[4]。
- 安倍内閣による森友学園問題・加計学園問題への対応について、2017年のアンケートで「評価しない」と回答[4]。
- 森友学園への国有地売却をめぐる公文書改竄問題で、2021年5月6日、国は「赤木ファイル」の存在を初めて認めた[11]。しかし5月13日、菅義偉首相はファイルの存在を踏まえた再調査を行わない考えを報道各社に書面で示した[12]。9月の自民党総裁選挙で総裁に選出された岸田文雄も10月11日、衆議院本会議の代表質問で再調査の実施を否定した[13]。国の対応をどう考えるかとの同年の毎日新聞社のアンケートに対し「さらに調査や説明をすべき」と回答[7]。
- 「『道徳』を小中学校の授業で教え、子供を評価することに賛成か、反対か」との問いに対し、2014年の毎日新聞社のアンケートで「反対」と回答[8]。
- 原発は日本に必要ない[8]。
- 特定秘密保護法に反対[8]。
- 2003年、静岡空港建設反対の国会議員署名活動で署名者に加わっている[14]。

## 人物
- 学生運動の盛んな時期に立命館大学の職員として勤務。そのことが政治に目を向けるきっかけの1つだったという[15]。
- 長男の全（あきら）は第21回参議院議員通常選挙に共産党比例区候補として出馬したことがある（共産党枠で3人当選の中で12位落選）。当時日本民主青年同盟（民青同盟）京都府委員長を務めていた[16]。
- 小選挙区比例代表並立制が導入された1996年の第41回衆議院議員総選挙以降、9回全てで比例復活当選しているのは穀田のみである。
- 2009年、「京・ベストタイ・ドレッサー賞」を西陣織工業組合から受賞[17]。
- 1997年以降、日本共産党の国会対策委員長を20年にわたって務めており、2017年7月30日に開かれた就任20年記念パーティーには野中広務、大島理森、二階俊博、横路孝弘、小沢一郎、河野洋平、安住淳、辻元清美など与野党の重鎮をはじめ約300人が参加した[18][15]。また、穀田の議員生活25年を記念して作成された肖像画のお披露目会は、伊吹文明が発起人となり二階も出席している[2][15]。
- 自民党の伊吹文明とは京都1区で8回対決しているが勝利したことはなくすべて比例復活当選だった（伊吹も2009年総選挙では比例復活）。なお、伊吹は穀田を「戦友」と表現するなど個人的関係は悪くは無い。先述の国対委員長就任20周年パーティーの呼びかけ人を務めている。2021年の第49回衆議院議員総選挙に伊吹が出馬せず政界を引退する意向を表明すると、穀田は「寂寥の感が否めず、もう一度雌雄を決したかった」と好敵手の引退を惜しんだ[19][20]。
- 同じ共産党の小池晃は、穀田が引退を発表した際に「党派を超えて非常に信頼を集めた政治家」と穀田を評価した[15]。
- 治安維持法改正に反対し刺殺された山本宣治元衆議院議員を尊敬する人物に挙げており、毎年元旦には京都府宇治市にある墓碑を訪れている[2]。
- 趣味はラグビー観戦[2]。

## 所属団体・議員連盟
- ダンス文化推進議員連盟（幹事）
- 原発ゼロの会
- 子どもの未来を考える議員連盟
- 日韓議員連盟
- 日朝友好議員連盟
- 演歌・歌謡曲を応援する国会議員の会
- 山の日制定議員連盟
- ラグビーワールドカップ2019日本大会成功議員連盟（副会長）
- 北京オリンピックを支援する議員の会（幹事）

## 著書
- 『日本が動く時 - 政界キーパーソンに聞く〈PART6〉』（長野祐也編、ぎょうせい、2006年）ISBN 4324080941
- 『日本が動く時 - 政界キーパーソンに聞く〈PART7〉』（長野祐也編、ぎょうせい、2007年）ISBN 4324083401

## 出演
- ビートたけしのTVタックル
- サンデープロジェクト
- 朝まで生テレビ!
- 日曜討論